# Pseudodonzela-Do-Mar-Vermelho
Pseudodonzela-do-mar-vermelho (Pseudochromis fridmani), é um pequeno peixe ósseo recifal pertencente á família Pseudochromidae, é uma espécie endêmica do Mar Vermelho. No aquarismo marinho são muito confundidos com os grammas, peixes da família Grammatidae, nativos do Oceano Atlântico.

## Aparência
Um pequeno peixe de coloração roxa brilhante, possuindo uma pequena faixa fina preta que corta seu olho. Podem crescer até os 6,3 cm de comprimento.

## Etimologia
O gênero Pseudochromis, vêm do grego pseudes, falso e chromis de peixe, fazendo referência as donzelas do gênero Chromis. Fridmani vêm de uma homenagem para David Fridman, um curador do Museu Marítimo de Eilat , em Israel, que coletou o espécime-tipo e o doou para estudos do zoólogo alemão Klausewitz (Wolfgang Klausewitz), que foi a autoridade científica que descreveu esta espécie.

## Biologia
É uma espécie tímida, com hábitos de se esconder entre fendas de rochas e corais, mas é muito territorial com os da mesma espécie ou espécies similares. Os jovens quando nascem, todos são machos, mas com o passar do tempo do amadurecimento sexual, alguns se tornam fêmeas.

## Distribuição
São endêmicos do Mar Vermelho, podendo ser encontrados ao longo da costa de Israel, e golfo de Aqaba para o Egito Jordânia e Arábia Saudita.